# Bulbophyllum campos-portoi
Bulbophyllum campos-portoi är en orkidéart som beskrevs av Alexander Curt Brade. Bulbophyllum campos-portoi ingår i släktet Bulbophyllum och familjen orkidéer. Inga underarter finns listade i Catalogue of Life.